# صبحي الرفاعي
صبحي الرفاعي (1 يناير 1945 - 25 أغسطس 2012)، ممثل سوري.

## عن حياته
من مواليد مدينة دمشق، وهو والد الفنان وائل شرف. عمل في التمثيل منذ سنوات الدراسة الثانوية وعمل في عدة مسارح منها مسرح الشبيبة والمسرح العمالي والمسرح القومي والمسرح المصري الاستعراضي وأسس فرقة مسرحية. وكان مدير للمسرح العمالي لحوالي عشر سنوات.

## أعماله

### في السينما
- رحلة 21

### من المسرحيات
- الزجاج.
- ثورة الموت.
- رؤى سيمون.
- المفتش العام.
- الاستثناء والقاعدة.
- سهرة مع الدجالين.
- العين والمخرز.
- رحلة السمرمر.
- الأميرة الصلعاء.
- هاملت.
- خارج السرب.
- نبوخذ نصر.

### في الإذاعة
- حكم العدالة.
- ظواهر مدهشة.
- مجلة التراث.
- بانوراما.
- شخصيات روائية.
- تمثيلية لم تتم.
- خرانة العرب.
- آفاق مسرحية.
- كلمتين وبس.
- محكمة الضمير.

### من المسلسلات
- الزعيم 1.
- البقعة السوداء
- حكايات من التاريخ.
- يوميات مدير عام.
- حمام القيشاني.
- جواد الليل.
- ليل المسافرين.
- بطل من هذا الزمان.
- الهجرة إلى الوطن.
- الشريد.
- عودة غوار.
- الأخطبوط.
- الرجل الآخر.
- أحلام لا تموت.
- الموشوم.
- الفصول الأربعة.
- الأيام المتمردة.
- دنيا.
- نساء بلا أجنحة.
- المتقاعد.
- أبو الهنا.
- الدنيا هيك.
- الزير سالم.
- مرايا.
- باب الحارة.
- أبو المفهومية.
- الأوائل.
- الذخائر.
- العوسج.
- أنا وعائلتي.
- غزلان في غابة الذئاب.
- الانتظار.
- خلف القضبان.
- عصر الجنون .
- أهل الراية.

## روابط خارجية
- صبحي الرفاعي على موقع قاعدة بيانات الأفلام العربية